# The Final Riot!
Albums de Paramore
Live in the UK 2008
(2008) Brand New Eyes
(2009)
The Final Riot! est le 2e album live du groupe Paramore, sorti le 25 novembre 2008. Il est accompagné du DVD du concert live ainsi que de quelques séquences en coulisse.
Le DVD a été filmé le 12 août 2008 au Congress Theater de Chicago lors de The Final Riot! tour. Il contient également le documentaire "40 Days of Riot!" qui montre le groupe en tournée. Il est disponible en édition standard et édition deluxe qui inclut un livret de 36 pages en couleurs de la tournée et d'un autre documentaire, 40 MORE Days of Riot!.

## Liste des chansons
1. Born For This
2. That's What You Get
3. Here We Go Again
4. Fences
5. CrushCrushCrush
6. Let The Flames Begin
7. When It Rains
8. My Heart
9. Decoy
10. Pressure
11. For A Pessimist, I'm Pretty Optimistic
12. We Are Broken
13. Emergency
14. Hallelujah (précédé de l'interprétation inédite par Paramore de la chanson Hallelujah de Leonard Cohen)
15. Misery Business